# Yomut
Pour les articles homonymes, voir Iomud.

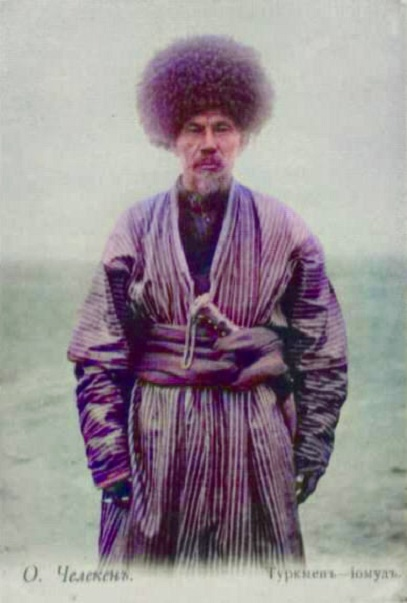
Un Yomut en habits traditionnels.

Les Yomut, ou Iomud, sont une tribu turkmène qui vit de Gorgan à Turkmenbashi, mais aussi dans l'Est de la mer caspienne, à Khiva et Daşoguz. Comme toutes les tribus turkmènes, les Yomut portent le nom d'un de leurs ancêtres fondateurs.
Le tapis Yomut est une création traditionnelle de cette tribu.